# Prohladniji járás

A Prohladniji járás a Kabard- és Balkárföldön

A Prohladniji járás (oroszul Прохладненский район, kabard nyelven Прохладнэ къедзыгъуэ, balkár nyelven Прохладна район) Oroszország egyik járása a Kabard- és Balkárföldön. Székhelye Prohladnij.

## Népesség
- 1989-ben 39 951 lakosa volt.
- 2002-ben 46 425 lakosa volt, melyből 26 569 orosz (57,2%), 12 672 kabard (27,3%), 1 587 török, 973 balkár, 827 ukrán, 623 német, 565 oszét, 142 koreai, 5 zsidó.
- 2010-ben 45 533 lakosa volt, melyből 24 672 orosz (54,2%), 12 787 kabard (28,1%), 2 488 török (5,5%), 1 196 balkár (2,6%), 609 ukrán (1,3%), 538 cigány, 478 oszét.

Altud és Karagacs falvak szinte kizárólag kabardok által lakottak, a többi nemzetiség pedig kis falvakban él.